# Ernie Gates
Ernest Albert "Ernie" Gates (1909, data de morte desconhecida) foi um ciclista canadense. Ele representou o Canadá nos Jogos Olímpicos de Verão de 1932, em Los Angeles.